# Evropská univerzitní hokejová liga
Evropská univerzitní hokejová liga (EUHL) je soutěž v ledním hokeji, které se účastní vysokoškolští studenti. Podmínkou je věk do třiceti let, účast na denním nebo externím studiu příslušné vysoké školy a absence profesionální smlouvy. Soutěž organizuje European University Hockey Association (EUHA) a jejím patronem je bývalý reprezentant Ľubomír Sekeráš, jehož jméno nese pohár pro vítěze. 
EUHA založila ligu v listopadu 2013 jako první pravidelnou mezinárodní univerzitní hokejovou ligu v Evropě. Od svého založení se účastnili EUHL 30 univerzitních týmů ze 7 členských států Evropské unie (Slovensko, Česko, Rakousko, Polsko, Maďarsko, Švédsko a Rumunsko). Vizí EUHL je vybudovat silnou celoevropskou ligu s větším počtem zúčastněných zemí a týmů (Německo, Švédsko, Finsko, Francie, Belgie, Nizozemsko, Slovinsko, Lotyšsko, Estonsko atd.) rozdělených do divizí. 

## Historie
První ročník se hrál v sezóně 2013/14 za účasti šesti týmů z České republiky a Slovenska. Do druhého ročníku nastoupilo devět škol a přibyl zástupce Rakouska. Základní část se hrála formou každý s každým, první čtyři týmy pak postoupily do play-off. Plánovalo se rozšíření ligy do celé Evropy a vytvoření čtyř geografických divizí. Po skončení druhého ročníku EUHL přibyl jeden zástupce Polska a k němu se přidala ještě ČVUT Praha, takže se liga poprvé rozšířila na 10 celků. Třetí ročník tak bylo možné odehrát s dlouhou základní částí a 6členným play-off.
V ročníku 2016/17 ligu opustil jediný zástupce Rakouska, jehož místo zaujal další polský celek, avšak Novy Targ ligu rovněž už po pouhém roce opustil. Počet účastníků se tak snížil na 9 týmů, avšak play-off se odehrávalo poprvé s 8 týmy. Pro ročník 2017/18 by mělo dojít k rozšíření o zástupce Maďarska.
Pro sezónu 2017/18 rozšířilo ligu větší množství týmů, čímž došlo k výraznému zkvalitnění soutěže. Přidaly se dva celky z Brna (HC Masaryk University a Cavaliers Brno), University Shields Olomouc a KMH Budapešť.
Ročník 2018/19 byl rozšířen o severoevropské státy, a tak došlo k rozdělení ligy na severní a východní skupinu. Severní skupinu hrálo pět mužstev a východní skupinu dvanáct mužstev. Dle dostupných údajů však regulérní průběh měla pouze východní skupina, neboť dva z pěti účastníků severní skupiny nenastoupili ke svým zápasům.
Sezóna 2019/20 byla před odehráním semifinále ukončena předčasně z důvodu pandemie covidu-19, a pohár pro vítěze nebyl udělen,
Sezóna 2020/21 nebyla z důvodu pandemie covidu-19 odehrána.
Do sezóny 2021/22 nastoupilo 8 týmů ze 4 zemí, ale Polský tým Opole ligu nedokončil a jeho výsledky byly anulovány. První dva týmy postoupily přímo do semifinále a další čtyři týmy do čtvrtfinále. Vítězem se stal poprvé v historii Gladiators Trenčín.

## Účastníci EUHL
V Evropské univerzitní hokejové lize nastoupilo od jejího založení v roce 2013 celkem 29 klubů. Z toho 3 kluby odehrály všechny dosavadní sezóny. Jsou jimi univerzitní týmy .
Následující tabulka shrnuje působení a umístění univerzitních týmů v jednotlivých ročnících.
|                                                  | 2014 | 2015 | 2016 | 2017 | 2018 | 2019 | 2020 | 2021 | 2022 |
| ------------------------------------------------ | ---- | ---- | ---- | ---- | ---- | ---- | ---- | ---- | ---- |
| UK, Praha                                        | 1    | 1    | 1    | 1    | 3    | 5    |      |      | 2    |
| Paneuropa Kings, Bratislava                      | 2    | 3    | 2    | 8    | 4    |      |      |      |      |
| UTB Hockey Team, Zlín                            | 3    | 6    | –    | –    |      |      |      |      |      |
| Gladiators Trenčín, Trenčín                      | 4    | 5    | 5    | 7    | 10   | 2    |      |      | 1    |
| Managers, Bratislava                             | 5    | –    | –    | –    |      |      |      |      |      |
| HK Slávia STU, Bratislava                        | 6    | 4    | 10   | –    |      |      |      |      |      |
| UMB Hockey Team Banská Bystrica, Banská Bystrica | –    | 2    | 3    | 2    | 1    | 1    |      |      | 4    |
| Akademici Plzeň, Plzeň                           | –    | 7    | 8    | 3    | 8    | 6    |      |      |      |
| Diplomats Pressburg, Bratislava                  | –    | 8    | 7    | 5    | 2    | 10   |      |      |      |
| UHT Dukes Graz, Štýrský Hradec                   | –    | 9    | 9    | –    |      |      |      |      |      |
| PPWSZ Podhale Nowy Targ, Nowy Targ               | –    | –    | 4    | –    |      |      |      |      |      |
| Engineers Praha, Praha*                          | –    | –    | 6    | 6    | 6    | 4    |      |      |      |
| Academy 1928 KTH Krynica, Krynica-Zdrój          | –    | –    | –    | 4    | 7    |      |      |      |      |
| UNIPO Warriors Prešov, Prešov                    | –    | –    | –    | 9    | 13   |      |      |      |      |
| Masarykova univerzita, Brno                      | –    | –    | -    | -    | 5    | 3    |      |      |      |
| Cavaliers, Brno                                  | –    | –    | -    | -    | 12   | 11   |      |      |      |
| University Shields, Olomouc                      | –    | –    | -    | -    | 11   | 8    |      |      |      |
| Hokiklub Budapest, Budapešť                      | –    | –    | -    | -    | 9    | 12   |      |      |      |
| BO Ostrava, Ostrava (ČR)                         |      |      |      |      |      | 7    |      |      |      |
| VŠTE Black Dogs Budweis, Č. Budějovice (ČR)      |      |      |      |      |      | 9    |      |      |      |
| Filozofé Nitra, Nitra (Svk)                      |      |      |      |      |      |      |      |      | 5    |
| HC Uniza Žilina, Žilina (Svk)                    |      |      |      |      |      |      |      |      | 7    |
| UHT Sabres Oswiecim,Oswiecim (Pol)               |      |      |      |      |      |      |      |      | 3    |
| Opole Hokej Klub, Opole (Pol)                    |      |      |      |      |      |      |      |      | 8    |
| Sapientia U23 (Rum)                              |      |      |      |      |      |      |      |      | 6    |
pozn. * Engineers Praha vystupovali před sezonou 2018/19 pod jménem Technika Praha.
V sezóně 2018/19 se zapojilo v Severní divizi 5 Švédských univerzit LTH Lund, Univerzita Jönköping, EHVS Växjö, KTH - The Royal Blue a Chalmers Rangers.

## Vítězové
- 2013/14 Univerzita Karlova
- 2014/15 Univerzita Karlova
- 2015/16 Univerzita Karlova
- 2016/17 Univerzita Karlova [5]
- 2017/18 UMB Hockey Team Banská Bystrica
- 2018/19 UMB Hockey Team Banská Bystrica
- 2021/22 Gladiators Trenčín
- 2022/23 Gladiators Trenčín
- 2023/24 UMB Hockey Team Banská Bystrica

|   | Tým                             | Sezóny                 |
| - | ------------------------------- | ---------------------- |
| 4 | Univerzita Karlova              | 2014, 2015, 2016, 2017 |
| 3 | UMB Hockey Team Banská Bystrica | 2018, 2019, 2024       |
| 2 | Gladiators Trenčín              | 2022, 2023             |